# Februarie 2016
Acest articol este generat integral pe baza informațiilor din articolul 2016 și este actualizat periodic de un robot.
 Editările făcute în articol vor fi șterse la următoarea actualizare! Dacă doriți să faceți modificări, editați articolul-sursă.

ianuarie -
februarie -
martie -
aprilie -
mai -
iunie -
iulie -
august -
septembrie -
octombrie -
noiembrie -
decembrie
Februarie 2016 a fost a doua lună a anului și a început într-o zi de luni.

## Evenimente

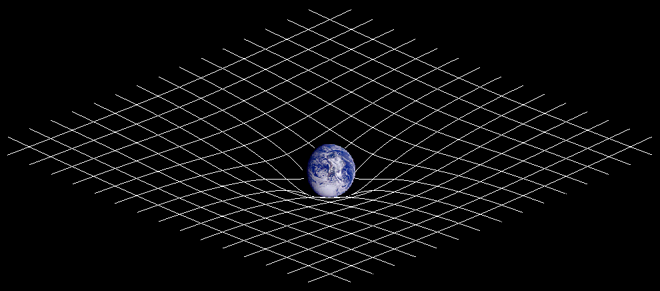
11 februarie: Cercetătorii de la LIGO (Laser Interferometer Gravitational-wave Observatory) anunță prima observarea directă a undelor gravitaționale

- 7 februarie: Coreea de Nord a lansat o rachetă cu rază lungă de acțiune, susținând că a plasat pe orbită un satelit, dar Coreea de Sud, Japonia și Statele Unite consideră că a fost testată o rachetă intercontinentală.[1]
- 10 februarie: Alexandru Vișinescu, primul comandant de penitenciar din perioada comunistă trimis în judecată, a fost condamnat definitiv, de Înalta Curte de Casație și Justiție, la 20 de ani de închisoare.[2] Vișinescu a fost comandant al Penitenciarului Râmnicu Sărat din anul 1956 și până la desființarea închisorii, în 1963.
- 11 februarie: Cercetătorii de la LIGO (Laser Interferometer Gravitational-wave Observatory) anunță prima observarea directă a undelor gravitaționale.[3][4] Undele gravitationale sunt generate de perturbările produse de rețeaua spațiu-timp sub efectul deplasării unui obiect cu masa mare, precum gaurile negre.
- 12 februarie: Papa Francisc se întâlnește cu Patriarhul Kiril al Moscovei la Havana, Cuba. Este pentru prima dată când capul Bisericii Romano Catolice și capul Bisericii Ortodoxe Ruse se întâlnesc.[5]
- 14 februarie: Un cutremur cu magnitudinea de 5,7 grade Richter s-a produs în estul Noii Zeelande, fără a se înregistra victime, după ce în urmă cu cinci ani circa 200 de persoane au murit într-un alt seism produs în zonă.
- 19 februarie: Liderii Uniunii Europene au semnat un acord asupra reformelor care vizează păstrarea Regatul Unit în blocul celor 28 de națiuni înaintea referendumului din UK programat la 2 iunie 2016 și care are ca subiect continuarea aderării la Uniunea Europeană a Regatului Unit.[6] Premierul britanic David Cameron a anunțat că Marea Britanie a obținut prin acest acord un "statut special" în cadrul Uniunii.
- 23 februarie: Fostul eurodeputat Adrian Severin (PSD) a fost condamnat de ÎCCJ la trei ani și trei luni de închisoare în procesul bani pentru amendamente.
- 28 februarie: Oscar 2016: "Spotlight", de Tom McCarthy, a primit premiul Oscar pentru cel mai bun film, la cea de-a 88-a gală de decernare a acestor distincții, în care "The Revenant" a obținut trei trofee, inclusiv pentru "cel mai bun regizor" (Alejandro Iñárritu) și "cel mai bun actor în rol principal" (Leonardo DiCaprio).

## Nașteri
Jigme Namgyel Wangchuck, prinț buthanez, primul fiu al regelui Jigme Khesar Namgyel Wangchuck

## Decese
- 2 februarie: Intizar Hussain, 90 ani, scriitor pakistanez de limbă urdu (n. 1923)
- 3 februarie: Yasuo Takamori, 81 ani, fotbalist japonez (n. 1934)
- 4 februarie: Edgar Mitchell, 90 ani, astronaut american (Apollo 14), (n. 1930)
- 7 februarie: Konstantin Despotopoulos, 102 ani, academician și filosof grec (n. 1913)
- 9 februarie: Alexandru Vulpe, 84 ani, istoric și arheolog român, membru corespondent al Academiei Române (n. 1931)
- 10 februarie: Stan Gheorghiu, 66 ani, fotbalist (portar) și antrenor român (n. 1949)
- 12 februarie: Xymena Zaniewska-Chwedczuk, 88 ani, arhitectă poloneză (n. 1927)
- 13 februarie: Antonin Scalia, 79 ani, judecător al Curții Supreme a SUA (n. 1936)
- 15 februarie: Dan Mihăilescu, 86 ani, publicist, psiholog și estetician român (n. 1929)
- 16 februarie: Boutros Boutros-Ghali, 93 ani, politician egiptean, Secretar General al Națiunilor Unite (1992-1996), (n. 1922)
- 16 februarie: Mircea Costache, 75 ani, handbalist și profesor român (n. 1940)
- 16 februarie: Horia Pătrașcu, 77 ani, scenarist și critic de film român (n. 1938)
- 17 februarie: Gelu Barbu, 83 ani, dansator și coregraf român de etnie spaniolă (n. 1932)
- 17 februarie: Andrzej Żuławski, 75 ani, regizor de film, scenarist și scriitor polonez (n. 1940)
- 17 februarie: Gheorghe Oprea, politician român (n. 1927)
- 18 februarie: George Kennedy (George Harris Kennedy, Jr.), actor american (n. 1925)
- 19 februarie: Umberto Eco, 84 ani, scriitor (Il nome della rosa) și filosof italian (n. 1932)
- 19 februarie: Harper Lee, 89 ani, scriitoare americană (n. 1926)
- 21 februarie: Pascal Bentoiu, 88 ani, compozitor și muzicolog român (n. 1927)
- 27 februarie: Iuri Hatminski, 83 ani, medic oftalmolog rus (n. 1932)